# 方建新
方建新，中华人民共和国政治人物、全国脱贫攻坚先进个人。

## 生平
方建新任鹰潭市余江区锦江镇范家村驻村工作队队长兼第一书记，江西省纪委监委第六监督检查室副主任。因在脱贫攻坚战中作出突出贡献，2021年2月25日全国脱贫攻坚总结表彰大会上，方建新被授予“全国脱贫攻坚先进个人”。